# Zoodes hirsutus
Zoodes hirsutus är en skalbaggsart som först beskrevs av Jordan 1894.  Zoodes hirsutus ingår i släktet Zoodes och familjen långhorningar.
Artens utbredningsområde är:
- Niger.
- Senegal.

Inga underarter finns listade i Catalogue of Life.